# Arrup holstii
Arrup holstii är en mångfotingart som först beskrevs av Pocock R.I. 1895.  Arrup holstii ingår i släktet Arrup och familjen storhuvudjordkrypare. Inga underarter finns listade i Catalogue of Life.